# Соломонови острови
 Тази статия е за архипелага.  За държавата Соломонови острови вижте Соломонови острови (държава).  
Архипелагът Соломонови острови се намира в югозападната част на Тихия океан.
Климатът е тропически с температури от 25 °C до 32 °C. През нощта температурите са 13 – 15 °C. От април до октомври духа предимно югоизточен вятър. Дъждовният сезон започва през ноември и продължава до март, като е характерен със силните мусонни ветрове.
Архипелагът включва 6 по-големи и 992 по-малки острови, атоли и рифове с площ 28 446 км². Разпръснат е на 249 000 морски мили.
Най-високата точка е на остров Гуадалканал – връх Макаракомбу (2447 м).

Главните острови са:
- Нова Джорджия
- Сан Кристобал
- Гуадалканал
- Макира
- Малаита
- Санта Исабел
- Шуазел
- Ренел
- Белон
- Оптонг-Джава
- Стюърт
- Риф
- Даф
- Тихопия
- Митре
- Ануда
- Бугенвил, владение на Папуа-Нова Гвинея

Първият европеец, посетил Соломоновите острови, е испанският мореплавател Алаваро де Менданя и Нейра на 2 февруари 1568 г. Първоначално Менданя решил, че е открил митичната страна Офир, където според легендата били скрити съкровищата на цар Соломон. Името, което откривателят им дава, е в чест на тази историческа и библейска личност.
Пълно описание на островите е направено през 1767 година от англичанина Филип Картърет.
През периода 1893 – 1900 г. те са обявени за британска колония.